# Sertão dos Crateús

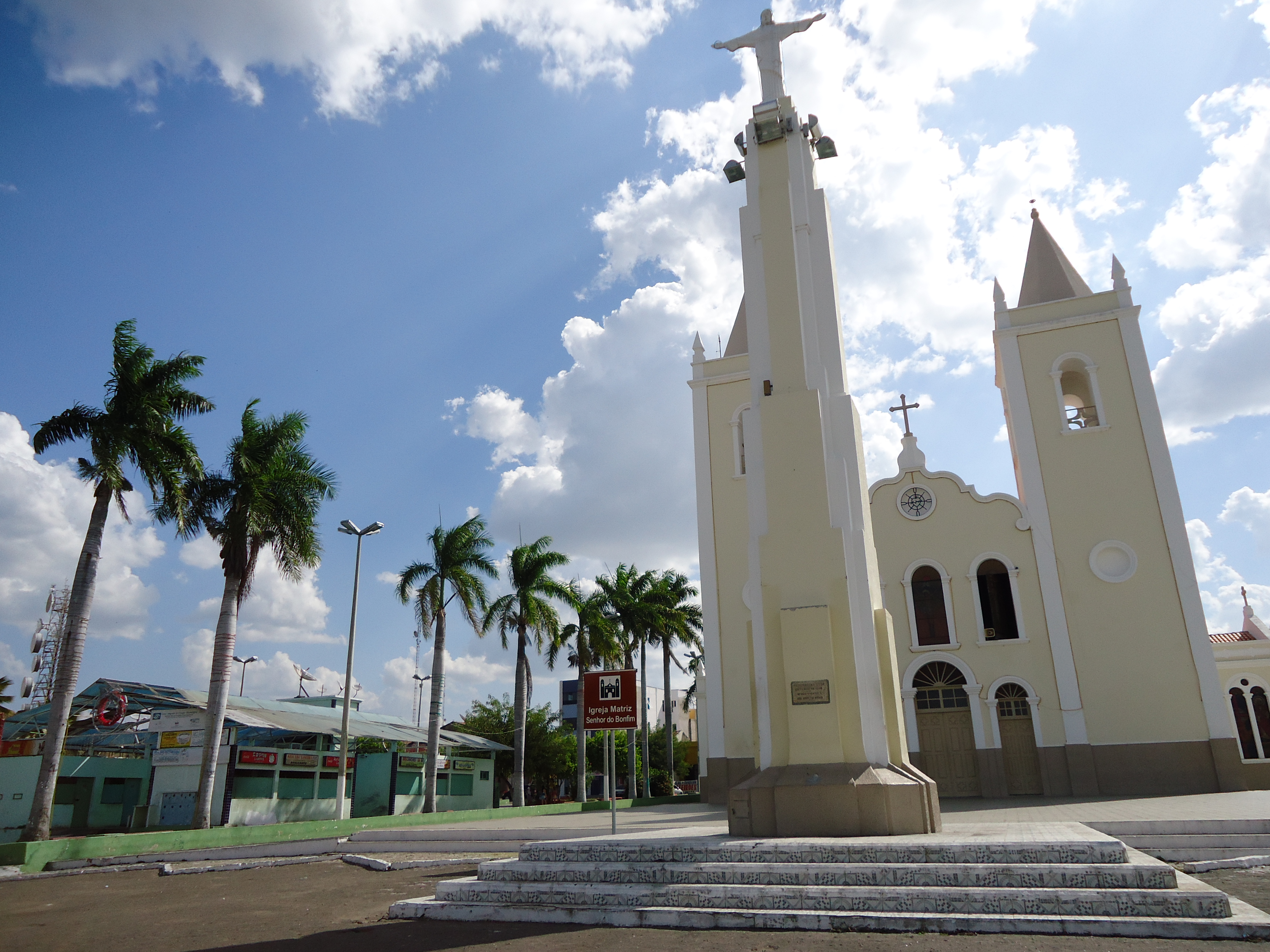
Matriz da Cidade de Crateús.
No Sertão dos Crateús.

O Sertão dos Crateús é uma região sócio-econômica no estado brasileiro do Ceará, uma região singular e envolvente que oferece uma rica tapeçaria de cultura, história e paisagens naturais. Esta área, muitas vezes associada à imagem poética do sertão nordestino, possui uma identidade própria, marcada pela resiliência de seu povo e pela beleza de seu ambiente árido.
O Sertão dos Crateús está situado no sudoeste do Ceará, abrangendo uma extensa área que se estende desde as proximidades da serra da Ibiapaba até as fronteiras com os estados do Piauí e Pernambuco. A região é caracterizada por uma geografia predominantemente semiárida, com vastas planícies intercaladas por serras, vales e riachos sazonais. A região compreende os municípios de Ararendá, Catunda, Crateús, Hidrolândia, Independência, Ipaporanga, Ipueiras, Monsenhor Tabosa, Nova Russas, Novo Oriente, Poranga, Santa Quitéria e Tamboril. O topônimo "Crateús" vem do tupi ou tapuia, podendo significar:
- tupi: cará (batata) e teú (lagarto);

- ou ainda o nome da tribo indígena que habitava a região: karati, karatús ou karatis e us (povo ou tribo).

Sua denominação original era "piranhas" (devido à abundância de peixes na região), depois "Príncipe Imperial".

## Características
O clima na região é tipicamente semiárido, com chuvas escassas e irregulares concentradas em um curto período do ano. Isso influencia diretamente a vegetação do Sertão dos Crateús, que é predominantemente composta por caatinga, um ecossistema adaptado às condições áridas, caracterizado por árvores resistentes à seca, arbustos espinhosos e plantas xerófitas.
Essa região caracteriza-se por regimes de precipitações médias anuais baixas, combinados com altas temperaturas médias anuais e grandes áreas rurais para as atividades de natureza agropastoril. Os sertões dos Crateús, de clima semi-árido, apresentam condições de temperaturas de certa regularidade, as médias térmicas são superiores a 26ºC.
Os totais pluviométricos variam de 400 a 600 mm anuais. A irregularidade das chuvas, porém, aliada às taxas de evaporação, justificam os déficits no balanço hídrico e configuram insuficiência de água para as lavouras. A proporção de terras semi-áridas sempre foi fator determinante da vulnerabilidade econômica regional, especialmente da área do sertão.
As terras de Crateús fazem parte da Depressão Sertaneja, tendo no lado oeste do município a Serra Grande, com elevações próximas dos 700 metros. Os solos são: lanossolos, latossolos e podzólicos.[18] As formas de relevo a leste e maior porção do território são suaves e pouco dissecadas, produto da superfície de aplainamento em atuação no Cenozoico.
As principais fontes de água fazem parte da bacia do Parnaíba, tendo como principais rios Poti e Jatobá; e os riachos do Meio, dos Patos, Tourão, Capitão Pequeno, do Boqueirão, São Francisco, do Mato e do Besouro. O município possui diversos açudes, dentre os quais destacam-se os de maior porte como os açudes: Carnaubal ou Grota Grande e Realejo. No momento esta sendo construído o Açude Fronteiras, no leito no rio Poti ao norte do município, um açude que terá capacidade de acumular 488.180.000 metros cúbicos de água.[18][19]

## História

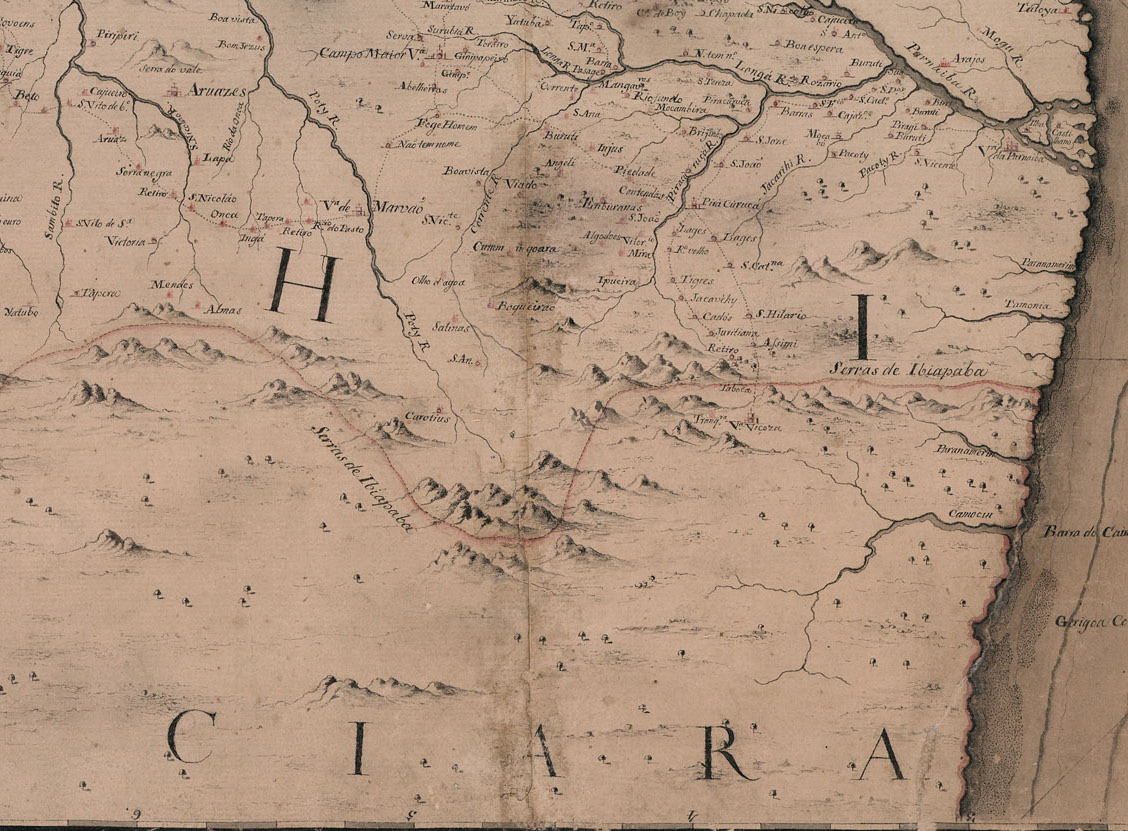
Detalhe do mapa de Antonio Galuci(1761), no qual destaca-se Crateús fazendo parte do Piauí.

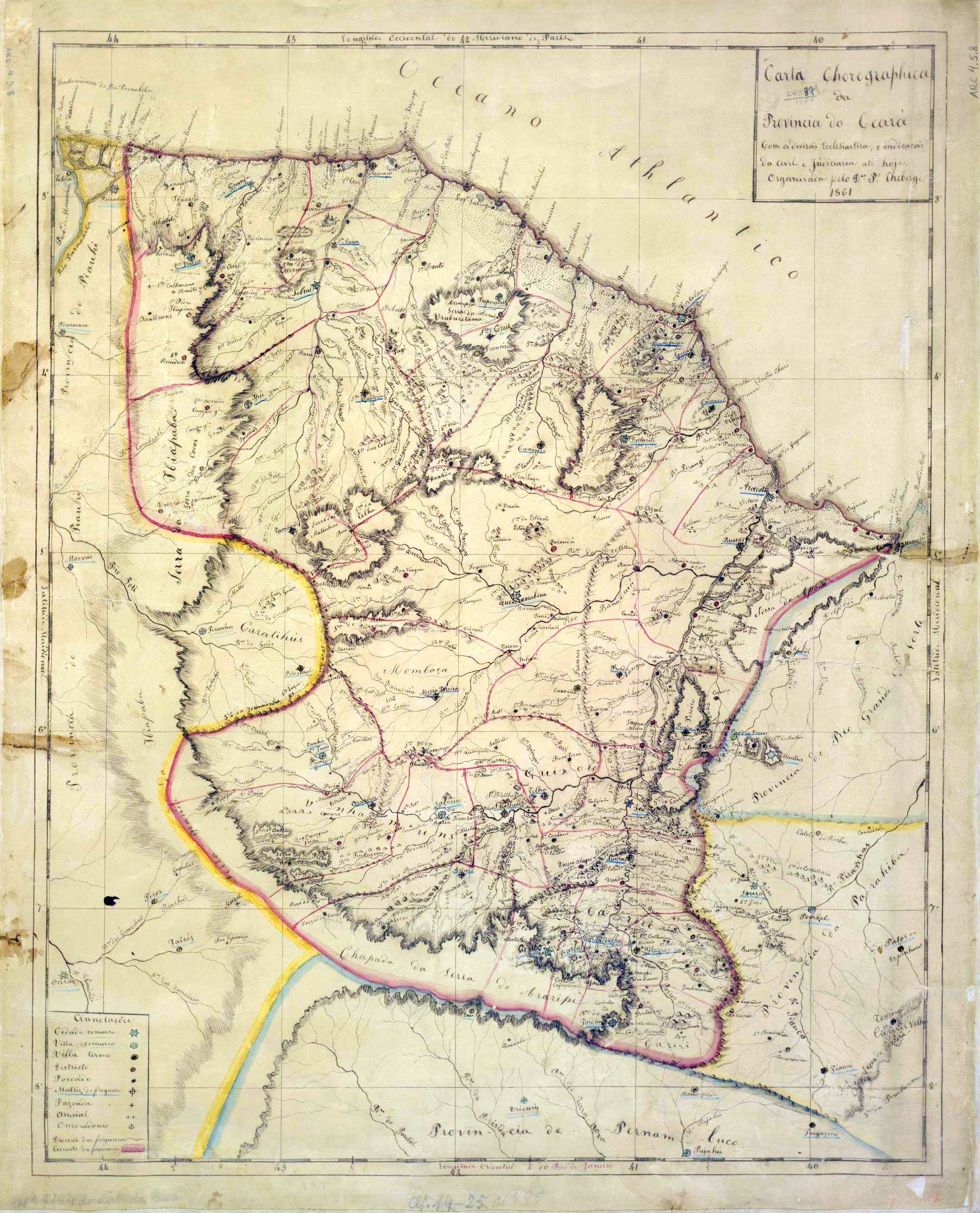
Ceará de 1861 sem Crateús e Independência.

As terras de Crateús, ao sul da Serra da Ibiapaba, e às margens do rio Poti, eram habitadas pelos índios Karatis, antes da chegada dos portugueses e bandeirantes no século XVII.
Com o sucesso da economia do mercantilismo a vila piauiense de Piranhas destaca-se como entreposto comercial comunicando o Ceará e o Piauí, devido ao acidente geográfico (boqueirão) entre a Serra Grande e a de Ibiapaba, facilitando o tráfego entre os dois estados.
A vila Príncipe Imperial integrou o estado do Piauí até o ano de 1880, quando foi anexada ao território do Ceará, como resultado da solução encontrada para o litígio territorial entre esses dois estados. O Ceará reconheceu a jurisdição do Piauí sobre o município de Amarração (Luís Correia) e em troca o Piauí ofereceu dois importantes municípios piauienses: Independência e Príncipe Imperial.
Com a expansão da Estrada de Ferro de Sobral-Camocim para o Piauí, em 1911, as terras de Crateús foram cortadas pela ferrovia e, em 1912, duas estações de trem foram construídas no município: Crateús e Sucesso, e depois outras estações foram construídas em: 1916 Poti, em 1918 Ibiapaba, em 1932 Oiticica e Santa Terezinha.
Devido ao acidente geográfico, o canyon do rio Poti, que corta a Serra Grande, uma conexão natural entre Ceará e o Piauí, o mercantilismo entre os dois estados e o crescimento ao redor da estrada de ferro, Crateús desenvolveu-se como centro urbano e comercial no qual diversos grupos étnicos estão presentes, tanto etnias indígenas (Tabajara, Potyguara, Calabaça, Kariri, Tupinambá) como de descendentes africanos (Quilombos: Queimadas).

### Formação administrativa
Em 1832, Crateús foi elevado a categoria de vila ainda com o nome de Príncipe Imperial, sendo desmembrado de Castelo do Piauí. Em 1880, foi transferido da província do Piauí para a do Ceará através da Lei Nº 3.020 de 22 de outubro de 1880. Em 1889, mudou o nome para Crateús tendo o nome oficializado através do Decreto de Lei Nº 01 de 2 de dezembro de 1889. Em 1911, foi elevado à categoria de cidade. Em 1920, Crateús já tinha 2 distritos: Barrinha e Santana. Em 1929, o distrito Barrinha muda o nome para Ibiapaba, e no mesmo ano é formado mais um distrito: Irapuá. Na divisão administrativa de 1933, Santana não figura como distrito de Crateús; no quadro só aparecia, além do distrito-sede, Graça, Ibiapaba, Irapuá e Tucuns'. Em 1938. Irapuá é rebaixado a povoado, e Graça muda o nome para Chaves, e mais dois distritos são criados: Oiticica e Poti. Em 1944, Chaves muda o nome para Rosa. Em 1951, Irapuá novamente é elevado a categoria de distrito e é criado mais um distrito: Montenebo. Em 1955, mais um distrito: Santo Antonio. Em 1963, Ibiapaba se emancipa de Crateús e anexa o distrito de Oiticica, e no mesmo ano Montenebo também se emancipa com o nome de Monte Nebo. Em 1965, Crateús anexa o território dos extintos municípios de Ibiapaba e Montenebo (ex-Monte Nebo).
Em 1996, Crateús forma mais cinco distritos: Assis, Curral Velho, Lagoa das Pedras', Realejo e Santana.

## Economia e Modo de Vida
A economia da região é tradicionalmente baseada na agricultura de subsistência, com cultivo de milho, feijão, algodão e mandioca sendo comuns. Além disso, a criação de gado e caprinos também desempenha um papel importante na economia local. O modo de vida no Sertão dos Crateús é marcado pela simplicidade e pela forte ligação com a terra, com muitas famílias vivendo da agricultura de pequena escala e da pecuária.
Cultura e Tradições
A cultura do Sertão dos Crateús é rica e diversificada, refletindo a influência de diversas culturas indígenas, africanas e europeias. A música, a dança e a religião desempenham um papel central na vida das comunidades locais, com festas e celebrações tradicionais ocorrendo ao longo do ano. A arte e o artesanato também são parte integrante da cultura da região, com muitos artesãos produzindo belas peças de cerâmica, tecelagem e escultura.
Desafios e Oportunidades
Apesar de sua beleza e riqueza cultural, o Sertão dos Crateús enfrenta desafios significativos, incluindo a escassez de água, a pobreza e a falta de acesso a serviços básicos de saúde e educação. No entanto, também há oportunidades de desenvolvimento, especialmente através de investimentos em infraestrutura, agricultura sustentável e turismo responsável. Iniciativas que visam fortalecer a comunidade local, preservar o meio ambiente e promover a inclusão social são fundamentais para garantir um futuro próspero para o Sertão dos Crateús e seu povo.

## Região de Planejamento do Ceará
A Lei Complementar Estadual nº 154, de 20 de outubro de 2015, define a nova composição da região de planejamento do Sertão dos Crateús, sendo a regionalização fixada em 13 municípios: Ararendá, Catunda, Crateús, Hidrolândia, Independência, Ipaporanga, Ipueiras, Monsenhor Tabosa, Nova Russas, Novo Oriente, Poranga, Santa Quitéria e Tamboril.
- Características geoambientais dominantes: Domínios naturais dos sertões e das serras s.
- Área territorial (km²) – (2010): 20.591,20
- População – (2014): 348.844
- Densidade demográfica (hab./km²) – (2014): 16,94
- Taxa de urbanização (%) – (2010): 58,11
- PIB (R$ mil) – (2012): 1.689.837,10
- PIB per capita(R$) – (2012): 4.913,92
- % de domicílios com renda mensal per capita inferior a ½ salário mínimo – (2010): 65,24

## Tabela por Município
| MUNICÍPIO        | ÁREA (Km²) | POPULAÇÃO (2017) | DENSIDADE (Hab./Km²) (2017) | PIB (R$ mil) (2015) | PIB per capita (R$) (2015) |
| ---------------- | ---------- | ---------------- | --------------------------- | ------------------- | -------------------------- |
| Ararendá         | 344,13     | 10.823           | 31,45                       | 60.504              | 5.615                      |
| Catunda          | 790,71     | 10.365           | 13,11                       | 75.227              | 7.308                      |
| Crateús          | 2.985,14   | 74.426           | 24,93                       | 627.197             | 8.445                      |
| Hidrolândia      | 966,85     | 20.215           | 20,91                       | 123.976             | 6.182                      |
| Independência    | 3.218,68   | 25.967           | 8,07                        | 187.536             | 7.225                      |
| Ipaporanga       | 702,14     | 11.499           | 16,38                       | 63.724              | 5.542                      |
| Ipueiras         | 1.477,41   | 37.896           | 25,65                       | 210.008             | 5.523                      |
| Monsenhor Tabosa | 886,14     | 17.038           | 19,23                       | 106.054             | 6.234                      |
| Nova Russas      | 742,77     | 32.035           | 43,13                       | 246.784             | 7.743                      |
| Novo Oriente     | 949,39     | 28.353           | 29,86                       | 174.443             | 6.182                      |
| Poranga          | 1.309,26   | 12.243           | 9,35                        | 66.543              | 5.444                      |
| Santa Quitéria   | 4.260,48   | 43.360           | 10,18                       | 366.537             | 8.454                      |
| Tamboril         | 1.961,31   | 25.525           | 13,01                       | 164.086             | 6.410                      |